# Moschea di Handan Agha
La moschea di Handan Agha è una moschea imperiale ottomana situata a Istanbul, in Turchia.